# Џорџ Идс
Џорџ Колман Идс III (енгл. George Coleman Eads III; Форт Ворт, Тексас, САД, 1. март 1967) је амерички глумац, најпознатији по улози Ника Стоукса (енгл. Nick Stokes) у ТВ серији „Место злочина: Лас Вегас“.